# Anabarilius polylepis
Anabarilius polylepis е вид лъчеперка от семейство Шаранови (Cyprinidae). Видът е застрашен от изчезване.

## Разпространение
Разпространен е в Китай (Юннан).

## Описание
На дължина достигат до 22,7 cm.
Популацията на вида е намаляваща.